# Arend Schoemaker
Arend Hessel Schoemaker (Wapse, 8 november 1911 – 's-Gravenhage, 11 mei 1982) was een Nederlands voetballer.
Schoemaker speelde als aanvaller voor H.V. & C.V. Quick uit Den Haag. Hij speelde op 10 december 1933 eenmaal in het Nederlands voetbalelftal in de met 0-1 verloren wedstrijd tegen Oostenrijk. Hij maakte ook deel uit van de selectie voor het wereldkampioenschap voetbal in 1934